# Classe Skipjack
Pour les articles homonymes, voir Skipjack.
La classe Skipjack est une classe de sous-marins nucléaires d'attaque de la marine des États-Unis. Elle est la première classe de sous-marins nucléaires américains équipés d'une coque en forme de « goutte d'eau » et d'un réacteur S5W. Les sous-marins de la classe Skipjack ont été les plus rapides sous-marins nucléaires américains jusqu'à l'introduction de la classe Los Angeles.
Elle est notamment connue pour le naufrage de l'USS Scorpion (SSN-589), le 22 mai 1968, avec 99 marins à son bord.

## Histoire

### Planification et construction

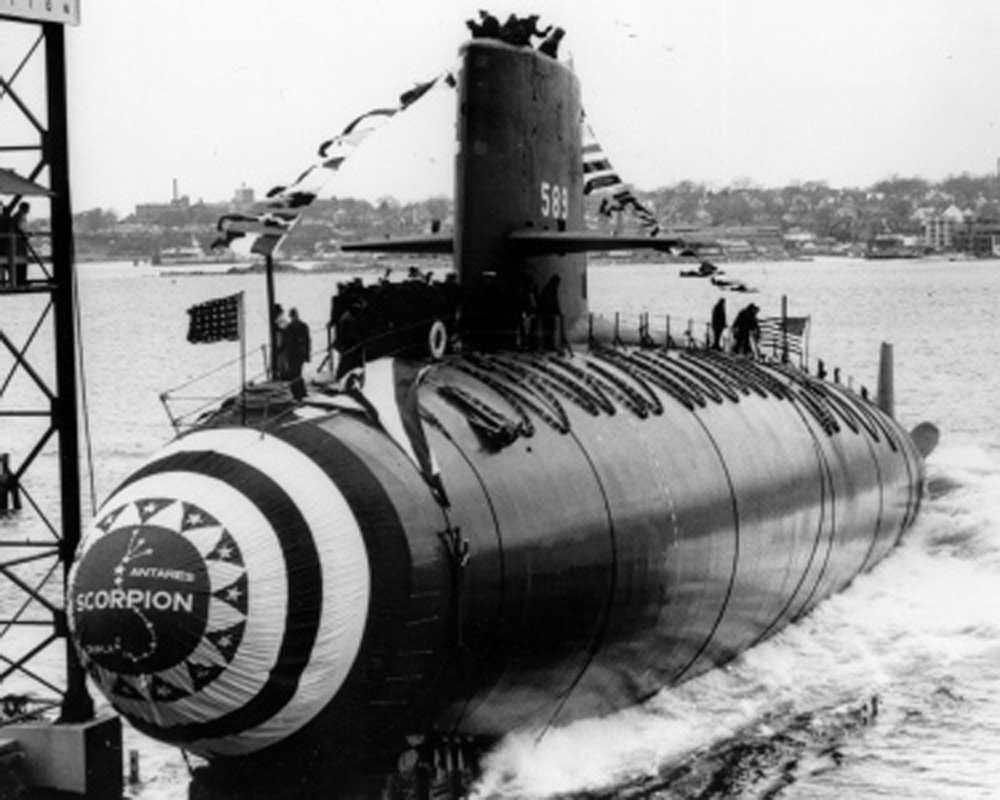
Lancement de l'USS Scorpion (SSN-589).

Les sous-marins de la classe Skipjack sont planifiés à partir du milieu des années 1950 et construits sur une conception radicalement différente de celle des autres sous-marins de l'époque. Les deux premiers sous-marins nucléaires, l'USS Nautilus (SSN-571), son successeur l'USS Seawolf (SSN-575) et les quatre de la classe Skate avaient encore des formes de coque classiques, comme celles des sous-marins la Seconde Guerre mondiale. La classe Skipjack est conçue avec une coque ayant la forme d'une goutte d'eau, d'abord testée par le sous-marin expérimental USS Albacore (AGSS-569), favorisant l'écoulement hydrodynamique (augmentant ainsi la vitesse sous l'eau et réduisant la signature acoustique). La classe Skipjack est la première des classes de sous-marins à propulsion nucléaire et la deuxième classe de sous-marins après la classe Barbel à être de cette forme.
Environ un an et demi après la mise en service de l'USS Albacore, le premier sous-marin de la classe Skipjack est annoncé en mai 1955, suivi de cinq autres en 1957. En 1956, la quille de la première unité est posée et il devait en suivre une autre en 1957, lorsque la Marine diffère sa construction. Le premier sous-marin nucléaire lanceur d'engins au monde, l'USS George Washington (SSBN-598), sera construit à partir de la coque de la deuxième unité déjà commencée. Du matériel d'un autre sous-marin de la classe Skipjack est également destiné à l'élaboration de la classe George Washington. Les quilles des cinq autres Skipjack sont ainsi posées en 1958 et 1959.
Les coûts de construction d'un sous-marin étaient d'environ 40 millions de dollars de l'époque.
Le nom de classe provient, comme traditionnellement, du nom du premier sous-marin. Les noms des sous-marins sont, comme souvent à cette époque, nommés d'après des animaux marins, Skipjack étant le nom anglais pour un thonidé, la bonite à ventre rayé (ou thon listao).

### Service
Le premier sous-marin entra en service en 1959, le deuxième en 1960 et les quatre derniers en 1961.
Un sous-marin dans la classe Skipjack, l'USS Scorpion (SSN-589), sombre le 22 mai 1968 sur le chemin de retour d'une mission en mer Méditerranée. Les circonstances ayant conduit à la perte du bâtiment ne sont aujourd'hui pas complètement éclaircies. L'ensemble de l'équipage de 99 hommes périt dans le naufrage. L'épave, qui a été retrouvée au bout de 5 mois de recherches, se trouve à une profondeur de 3 300 mètres non loin de l'archipel des Açores.
Les cinq autres sous-marins servirent jusqu'à la fin de la guerre froide, étant une des parties les plus anciennes de la flotte des États-Unis. Le premier sous-marin désarmé l'est en 1986 et le dernier en 1990, les changements géopolitiques ainsi qu'une ancienneté de 40 ans les rendant obsolètes en comparaison avec les sous-marins de la classe Los Angeles.

## Technologie

### Coque
Avec ses 76,8 m, il s'agissait des plus petits sous-marin nucléaires, en termes de longueur, opérant dans l'US Navy à l'époque. La largeur était de 9,4 m et le tirant d'eau d'environ 8,5 m. Le déplacement en plongée était d'environ 3 500 tonnes.
La coque des sous-marins est la première faite en acier HY-80 à haute résilience, avec une garantie d'élasticité de 80 000 psi (552 MPa). Un autre avantage de cet acier, qui est principalement utilisé pour la construction navale, est sa bonne aptitude au soudage. La profondeur autorisée était d'environ 300 m, l'intégrité structurale de la coque étant jugée jusqu'à environ 600 m.
Les barres de plongée sont pour la première fois installées sur le massif, afin de réduire le bruit de l'écoulement d'eau près de la salle du sonar.

1 Sonar, 2 Salle des torpilles, 3 Salle de commande, 4 Compartiment du réacteur, 5 Salle des machines auxiliaire, 6 Salle des machines.

### Propulsion
L'énergie pour la propulsion d'un sous-marin était produite par un réacteur à eau pressurisée S5W (S pour sous-marins, 5 réacteur de cinquième génération, W pour le fabricant, la Westinghouse Electric Corporation). La puissance de ce réacteur était d'environ 15 200 cv, permettant d'atteindre des vitesses jusqu'à 33 nœuds (61 km/h) en plongée. Mais la forme de la coque diminuait cette vitesse de moitié en surface.

### Armement
L'armement des sous-marins de la classe Skipjack se composait de six tubes lance-torpilles de diamètre de 21 pouces (533 mm), tous dirigés vers l'avant. Chacun des sous-marins emportait 24 torpilles. Les torpilles utilisées pouvaient être de type Mark 37 et Mark 45 ASTOR avec ogives nucléaires W34.

### Électronique
La suite de capteurs du Skipjack était centrée autour du réseau de sonars actif/passif BQS-4, qui avait une portée de six à huit mille yards. Il disposait également d'un réseau passif BQR-2 avec une portée de détection maximale de treize mille yards. Il avait également des périscopes de recherche et d'attaque dans et un radar de surface pour naviguer en surface.

## Sous-marins de classe Skipjack
| Name                   | Chantier                       | Quille posée    | Lancement        | Service         | Sort                          |
| ---------------------- | ------------------------------ | --------------- | ---------------- | --------------- | ----------------------------- |
| USS Skipjack (SSN-585) | General Dynamics Electric Boat | 29 mai 1956     | 26 mai 1958      | 15 avril 1959   | Démolition en 1996            |
| USS Scamp (SSN-588)    | Mare Island Naval Shipyard     | 23 janvier 1959 | 8 octobre 1960   | 5 juin 1961     | Démolition en 1990            |
| USS Scorpion (SSN-589) | General Dynamics Electric Boat | 20 août 1958    | 29 décembre 1959 | 29 juillet 1960 | Disparu en mer le 22 mai 1968 |
| USS Sculpin (SSN-590)  | Ingalls Shipbuilding           | 3 février 1958  | 31 mars 1960     | 1 juin 1961     | Démolition en 2000            |
| USS Shark (SSN-591)    | Newport News Shipbuilding      | 24 février 1958 | 16 mars 1960     | 9 février 1961  | Démolition en 1995            |
| USS Snook (SSN-592)    | Ingalls Shipbuilding           | 7 avril 1958    | 31 octobre 1960  | 24 octobre 1961 | Démolition en 1996            |

### Sources et bibliographie
- (de) Cet article est partiellement ou en totalité issu de l’article de Wikipédia en allemand intitulé « Skipjack-Klasse » (voir la liste des auteurs).
- (en) Norman Polmar, Cold War Submarines : The Design and Construction of U.S. and Soviet Submarines, 1945-2001, Potomac Books Inc., 2003, 430 p. (ISBN 978-1-57488-594-1, lire en ligne)
- (en) Robert Hutchinson, Submarines : War Beneath the Waves : from 1776 to the Present Day, Collins, 2002, 240 p. (ISBN 978-0-00-710558-8)